# Torrens (clipper)
Pour les articles homonymes, voir Torrens.
Le Torrens (1875 - 1910) est un clipper conçu pour transporter des passagers et des marchandises entre Londres et Port Adelaide, en Australie du Sud. Il est, à son époque, vers 1890, le navire le plus rapide à naviguer sur cette ligne et le dernier voilier sur lequel Joseph Conrad sert avant de se tourner vers une carrière d'écrivain.

## Histoire
Le Torrens est construit par James Laing de Sunderland  en grande partie selon les spécifications du capitaine Henry Robert Angel (1829 - juin 1923). Il est la propriété conjointe de Angel et de Elder Line. Sa coque est composite, à ossature d'acier et des planches en teck. Il fait 68 m de long, 12 m. de large et 6,6 de profondeur. Son poids est de 1 276 tonnes net.
Le navire est baptisé au nom du colonel Robert Torrens, principal représentant des avantages économiques du commerce colonial du XIXe siècle. C'est la fille ainée du capitaine Angel, (Emily) Flores Angel (1856–1948), qui brise la bouteille traditionnelle lors de la cérémonie de lancement.

## Passagers
Le Torrens est un navire destiné à une clientèle de luxe (première et deuxième classe exclusivement). À l'équipage s'ajoute "un chirurgien, une hôtesse de l'air et une bonne vache". Autre élément de confort apprécié des passagers : une glacière. Le voyage aller à Adélaïde se fait par le cap de Bonne-Espérance ; le voyage de retour, fait escale au Cap, à Sainte-Hélène et à l' Ascension .

## Premiers voyages
Le Torrens est armé par Elder, Smith &amp; Co.et commandé par Angel qui, en tant que commodore de la flotte, arbore un pavillon de l'entreprise orné d'un croissant rouge et deux étoiles sur un champ blanc plutôt que du blanc sur du rouge. Angel avait auparavant commandé Glen Osmond et Collingrove sur la même ligne. Avec Angel, le  Torrens effectue quinze voyages à Adélaïde sans incident grave; son record de Plymouth à Port Adélaïde est de 65 jours, et le voyage le plus lent de 85 jours, avec une moyenne de 74 jours- bien mieux que tout autre navire de la période.

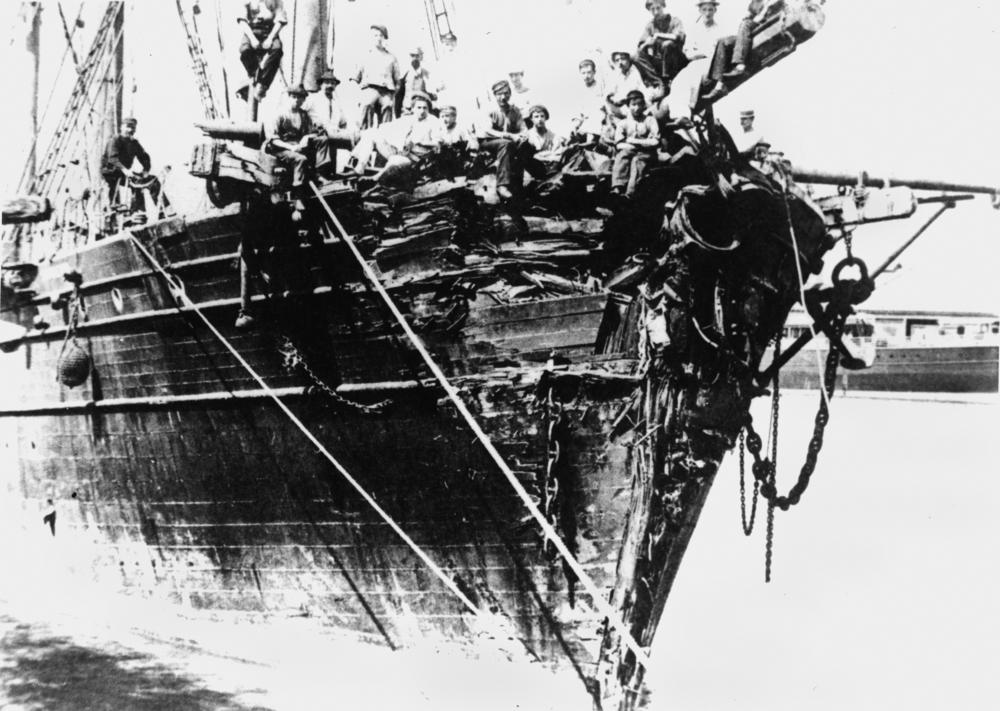
Les dégâts causés au Torrens, après avoir heurté un iceberg

En 1890, Angel décide de se retirer et passe le commandement au capitaine WH Cope. À partir de ce moment, la chance tourne. Le clipper perdu son mât avant et son mât principal en 1891, et lors du réaménagement à Pernambuco, un incendie se déclare à bord. Le fils d'Angel, le capitaine Falkland Angel, prend le commandement en 1896. Le soir du 11 janvier 1899, il heurte un iceberg une quarantaine de kilomètres au sud-ouest des îles Crozet et rejoint Adélaïde démâté. Ni Cope, ni Falkland Angel, n'arrivent à battre le record de 74 jours.

## La figure de proue
Lorsque leTorrens heurter l'iceberg en perdant son mât avant, sa flèche et son beaupré, il perd aussi sa figure de proue, inspirée de la fille d'Angel, Flores, et sculptée par Joseph Melvin. En 1973, deux expéditions ANARE  découvrent une figure de proue sans tête à Sellick Bay, sur la côte mi-ouest de l'île Macquarie, qui pourrait avoir appartenu au Torrens . Bien que l'île Macquarie soit à une distance considérable du site de la collision aux Crozets, il est possible que le courant circumpolaire antarctique ait pu la porter sur cette distance, ou que la figure de proue ait elle-même effectué deux ou plusieurs fois le tour de l'Antarctique.